# كريستيان ليل
كريستيان ليل (بالألمانية: Christian Lell) (مواليد 29 أغسطس 1984 في ميونخ - ألمانيا) لاعب كرة قدم ألماني يلعب حاليا لصالح نادي الدرجة الأولى هرتا برلين الألماني منذ 2010 في مركز الظهير الأيمن . .

## روابط خارجية
- كريستيان ليل على موقع الاتحاد الأوربي (الإنجليزية)
- كريستيان ليل على موقع قاعدة بيانات كرة القدم.إي يو (الإنجليزية)
- كريستيان ليل على موقع بيانات كرة القدم. دي إي (الألمانية)
- كريستيان ليل على موقع عالم كرة القدم.نت (الإنجليزية)
- كريستيان ليل على موقع كووورة
- كريستيان ليل على موقع AS.com (الإسبانية)